# Ізотермічний процес
Ізотермі́чний проце́с — фізичний (термодинамічний) процес, що відбувається у фізичній (термодинамічній) системі при сталій температурі.
Ізотермічний процес відбувається достатньо повільно для того, щоб температура підтримувалася сталою завдяки теплообміну із середовищем. При ізотермічному стисненні тіло віддає тепло в середовище, при ізотермічному розширенні — вбирає тепло із середовища. Прикладами ізотермічного процесу є кипіння рідини або плавлення твердого тіла при сталому тиску.

## Теорія ізотермічного процесу для ідеального газу
Згідно з рівнянням стану ідеального газу (або рівняння Клайпейрона-Менделєєва), характеристики ідеального газу задовільняють рівність
{\displaystyle {pV}={\frac {m}{\mu }}RT},
де p — тиск, V — об'єм, m — маса, T — температура газу відповідно, μ — молярна маса газу, R — газова стала.
Газ сталої маси може перебувати в різних станах з різними параметрами:
{\displaystyle {\frac {p_{1}V_{1}}{T_{1}}}={\frac {m}{\mu }}R}
{\displaystyle {\frac {p_{2}V_{2}}{T_{2}}}={\frac {m}{\mu }}R}
Оскільки праві частини обох виразів однакові, то, порівнюючи їх ліві частини, отримаємо рівняння, справедливе для газу незмінної маси:
{\displaystyle {\frac {p_{1}V_{1}}{T_{1}}}={\frac {p_{2}V_{2}}{T_{2}}}}
або
{\displaystyle {\frac {p_{1}V_{1}}{T_{1}}}={\text{const}}}
Останнє рівняння називають рівнянням Клапейрона (об'єднаним газовим законом).
Процеси, які відбуваються за незмінного значення одного з параметрів ідеального газу сталої маси m і молярної маси μ називають ізопроцесами. Оскільки жоден із параметрів газу не може бути строго фіксованим, то ізопроцес — це ідеалізована модель стану ідеального газу. Ізотермічним процесом називається процес, в якому маса газу, молярна маса газу та його температура є константами.
Якщо до ізотермічного процесу застосувати рівняння Клапейрона, то з урахуванням сталості температури {\displaystyle T_{1}=T_{2}} воно набуде вигляду
{\displaystyle {p_{1}V_{1}}={p_{2}V_{2}}}
або
{\displaystyle {p_{1}V_{1}}={\text{const}},}
тобто, для деякої маси газу добуток тиску газу на об'єм за незмінної температури є сталою величиною. Цей закон (закон Бойля — Маріотта) справедливий для будь-яких газів, які можна вважати ідеальними, а також для їхніх сумішей.
Графічно залежність тиску газу від об'єму при умові незмінності температури можна зобразити у вигляді кривої — ізотерми. Прикладами ізотермічного процесу є процес стискання повітря компресором, або розширення під поршнем насоса газу внаслідок відкачування його з посудини.